# Ампару-ди-Сан-Франсиску
Ампару-ди-Сан-Франсиску (порт. Amparo de São Francisco)  —  город и муниципалитет в Бразилии, входит в штат Сержипи. Составная часть мезорегиона Восток штата Сержипи. Входит в экономико-статистический  микрорегион Проприя. Население составляет 2397 человек на 2006 год. Занимает площадь 35,17 км². Плотность населения — 68,15 чел./км².
Праздник города —  25 ноября.

## История
Город основан 25 ноября 1955 года. 

## Статистика
- Валовой внутренний продукт на 2004 составляет 7.246.859,00 реалов (данные: Бразильский институт географии и статистики).
- Валовой внутренний продукт на душу населения на 2004 составляет 3.108,91 реалов (данные: Бразильский институт географии и статистики).
- Индекс развития человеческого потенциала на 2000 составляет 0,602 (данные: Программа развития ООН).